# هزاع البلوشي
هزاع بن عبد الله بن سالم البلوشي (وُلد 1995) قارئ للقرآن الكريم، عماني الجنسية، ولد في ولاية لوى. بدأ دراسته في جامعة السلطان قابوس بدراسة العلوم الاقتصادية والسياسية.ويدرس حاليا  علم الشريعة بالفقه و أصوله في جامعة الشارقة بدولة الامارات العربية المتحدة ؛

## حفظه للقرآن
بدأ بحفظ القران الكريم عندما كان في سن 6 سنوات على مدار 8 سنوات وانتهى عندما كان في الرابعة عشر من عمره. و كان والده أكبر مشجع له. و من ثم بدأ هزاع بحفظ القرآن في مسجد منطقته و من ثم في المساجد في الأحياء المجاورة و التي كان يتواجد فيها بعض الشيوخ المتقنين والذين لهم باع في علم القراءات. و من بعدها ذهب إلى مكة المكرمة والمدينة المنورة في المملكة العربية السعودية لإتقان تلاوة وقراءة القران الكريم وبفضل الله تعالى حصل على تقدير ممتاز و كان ذلك ما بين عامي 2012 و2013.

## بداية شهرته
انتشرت قراءته للقرآن الكريم في عام 2013 وكان ذلك أول انتشار له، حيث نشر أحد من أصدقائه تسجيلًا لتلاوة له ولقي انتباهًا كبيرًا.
استُضيف هزاع في العديد من الدول مثل بريطانيا و  إندونيسيا  والكويت والإمارات والبحرين و قطر  عام 2014 خلال شهر رمضان المبارك لإمامة المصلين لصلاة التراويح والقيام بدعوة من بعض الوزارات والشؤون الإسلامية بتلك الدول.
وقد تم إستضافته في محافل دولية ليكون رئيس لجنة التحكيم مثل مسابقة القرآن الكريم الدولية في مدينة انغوشيا بروسيا الإتحادية
وأيضا مدينة ساراتوڤ بروسيا الإتحادية
وكما انه قد شارك في أكبر مؤتمر دعوي في أوروبا نور على نور (Light upon Light) في اكثر من مناسبة،
أهم وأكبر المساجد التي أمَّ فيها هزاع البلوشي
1- مسجد الشيخ زايد الكبير/أبوظبي (الإمارات).
2- مسجد الشيخ زايد الكبير/ سولو (اندونيسيا).
3- مسجد الغانم والخرافي/الصليبيخات (الكويت).
4- مسجد عبدالله وعبدالرزاق المزيني/أبوفطيرة( الكويت).
5- مسجد الشيخة موزة بنت حمد آل خليفة(البحرين).
6- مسجد الشيخة حصة بنت علي آل خليفة (البحرين).
7- مسجد المدينة التعليمية ( قطر ).
8- مسجد الشيخ خليفة / العين ( الإمارات ).
8- مسجد الشيخ زايد /رأس الخيمة (الإمارات).
9- مسجد آمنة الغرير / عجمان ( الإمارات ).
10-مسجد الشيخ زايد / عجمان (الإمارات).
كما أنه قد أمَّ المصلين في عدة دول غير شهر رمضان مثل ( روسيا /مصر / السودان / الأردن / السعودية )

## روابط خارجية
- صفحة الاستماع لتلاوات القارئ هزاع البلوشي
- المصحف المرتل بصوت القارئ هزاع البلوشي - حفص عن عاصم
- القرآن الكريم بصوت القارئ هزاع البلوشي